# Anisoplia taocha
Anisoplia taocha är en skalbaggsart som beskrevs av Zaitzev 1917. Anisoplia taocha ingår i släktet Anisoplia och familjen Rutelidae. Inga underarter finns listade i Catalogue of Life.